# Madrid–Lisszabon nagysebességű vasútvonal
A Madrid–Lisszabon nagysebességű vasútvonal egy részben már építés alatt álló normál nyomtávú (1435 mm), kétvágányú, 25 kV 50 Hz-cel villamosított nagysebességű vasútvonal a spanyol Madrid és a portugál Lisszabon között. A tervek szerint a vonatok maximum 350 km/h sebességgel haladnának, így az eljutási idő mindössze 2 óra 45 perc lenne a két főváros között. Ezzel a vonallal a két ibériai ország között létrejönne az első normál nyomtávú vasúti kapcsolat. Várható átadása 2020 után várható.
A pálya egyes szakaszai már megépültek (pl.: Madrid–Sevilla nagysebességű vasútvonal) vagy építés alatt állnak.

## Története
Portugália folytatja a régóta tervezett nagysebességű vonalainak tervezését válság ellenére. A szocialista kormány 2009-ben el akarta indítani az összes pályázatot, ami a Lisszabon-Madrid vonalhoz szükséges, beleértve a szerelvényeket beszerzését és egy harmadik hidat a Tagus folyón Lisszabonban. Ugyanennek a pályának a spanyol oldala már tenderezés és építés alatt van.
Az ellenzék kritizálta a tervet, szerintük az országnak nincs hozzá elég ereje. A kormány ugyanakkor azzal érvelt, hogy a hatalmas munkálatok több tízezer munkahelyet teremtenek, és a válság miatt pontosan erre van szükség.
2011. július 29-én Pedro Passos Coelho, a portugál miniszterelnök a válság folytatódása miatt leállította a projektet.

## A pálya
A tervezett Lisszabon-Madrid vonal önálló nagysebességű pálya lesz 300–350 km/h sebességgel, TGV-hez hasonló rendszerekkel és szerelvényekkel, és a két főváros közti menetidőt 2:45 percre csökkenti. Az összeköttetés standard nyomtávú lesz, a meglévő spanyol AVE nagysebességű hálózathoz hasonlóan, de eltérően a legtöbb más spanyol és portugál vasúttól, melyek a hagyományos, szélesebb ibériai nyomtávolságot használják.
A sajtóban megjelent 7,8 milliárd eurós keret portugál források szerint tartalmazza a Lisszabon-Porto és Porto-Vigo vonalakat is. Lisszabon és Porto között az utazási idő már eddig is lecsökkent 2:35 percre az Alfa Pendular billenőszekrényes vonatok 1999-es bevezetésének és részleges pályarekonstrukcióknak köszönhetően. A munkák elkészültével a tervezett menetidő csupán 1:15 perc.